# ОШ „Милан Ракић” Бабин Мост
Основна школа „Милан Ракић” је образовна установа која функционише у образовном систему Републике Србије. Седиште школе налази се у Бабином Мосту, општинa Обилић на Косову и Метохји.

## Историја

### Назив школе
Школа је понела назив по српском књижевнику, песнику и дипломати Милану Ракићу. Као дипломата обављао је и дужност српског конзула у Приштини и ревносно је извештавао Краљевину Србију о догађајима на терену, слао је упозоења, спискове ухапшених и мучених Срба, на силу потурчених сународника, силованих српкиња, као и детаљне информације о другим плановима и злочинима које је чинио део Арбанаса. У време Првог балканског рата учествовао је у ослобођењу Косова и постављен је за првог окружног начелника Приштинског округа.  Био је добровољац у чети Војводе Вука. Мали број његових сабораца је знао да са њима ратује аутор песме На Газиместану коју су они често певали пред борбу.

### О школи
Основна школа „Милан Ракић” у Бабином Мосту основана је 1918. године, непосредно након Првог светског рата. Настава се изводи у две смене, а ученици су распоређени у 8 разреда, страни језици који се уче у школи су енглески и руски. Школска зграда се налази у лошем стању, али је током 2023. и 2024. године уз помоћ хуманитарне органзације Сви за Космет обновљен школски тоалет. Саграђена је 70-их година 20. века и требало је да послужи само као привремено решење.